# Joachim Schepke
Joachim Schepke   (Flensburg, 8 de març de 1912 - oceà Atlàntic, 17 de març de 1941) va ser un comandant d'U-boot durant la Segona Guerra Mundial.

## Carrera
Schepke era fill d'un oficial naval, i s'uní a la Reichsmarine el 1930. El 1934 va ser assignat al cos se submarins, i el 1938 comandà l'U3. Amb l'esclat de la Segona Guerra Mundial, dirigí l'U3 contra els vaixells aliats. Després d'un breu temps al capdavant del U19 i servint en una posició d'Estat Major, Schepke rebé el comandament del U100, un submarí tipus VIIb. Després de 5 patrulles amb el "U100", va rebre greus danys el 17 de març de 1941 de les càrregues de profunditat del HMS Walker i del HMS Vanoc, mentre que atacava el Comboi HX-112. El "U100" va haver d'emergir a la superfície i, després de ser detectat al radar, va ser envestit pel Vanoc. Schepke i 37 tripulants van morir a l'oceà, i només 6 van aconseguir ser rescatats. Quan el "Vanoc" envestí el submarí, va ser esclafat pel seu propi periscopi i s'enfonsà amb el seu submarí.
Joachim Schepke havia enfonsat 37 vaixells, amb un total de 155.882 tones, i en va danyar 4 més. Va rebre la Creu de Cavaller de la Creu de Ferro amb Fulles de Roure. Schepke, Günther Prien i Otto Kretschmer eren amics i rivals en el servei de submarins, i eren els comandants de submarí més famosos dels primers anys de la guerra. Schepke era el favorit dels tres, car en clar contrast amb Kretschmer era un nazi convençut. Al febrer de 1941, poc abans de morir, va fer un discurs al Palau d'Esports de Berlín per a centenars d'escolars berlinesos sobre la guerra de submarins. Després de la seva mort, el Ministeri de Propaganda alemany el presentà com un exemple per a ser seguit per la joventut alemanya.

## Condecoracions
Creu de Cavaller de la Creu de Ferro amb Fulles de Roure
 Creu de Ferro de 1a Classe
 Creu de Ferro de 2a Classe
 Insígnia de Guerra dels Submarins
 Medalla dels 4 anys de Servei a la Werhmacht